# Hippeastrum cybister
Hippeastrum cybister é uma planta bulbosa herbácea perene florida, da família Amaryllidaceae, nativa da Bolívia à Argentina.

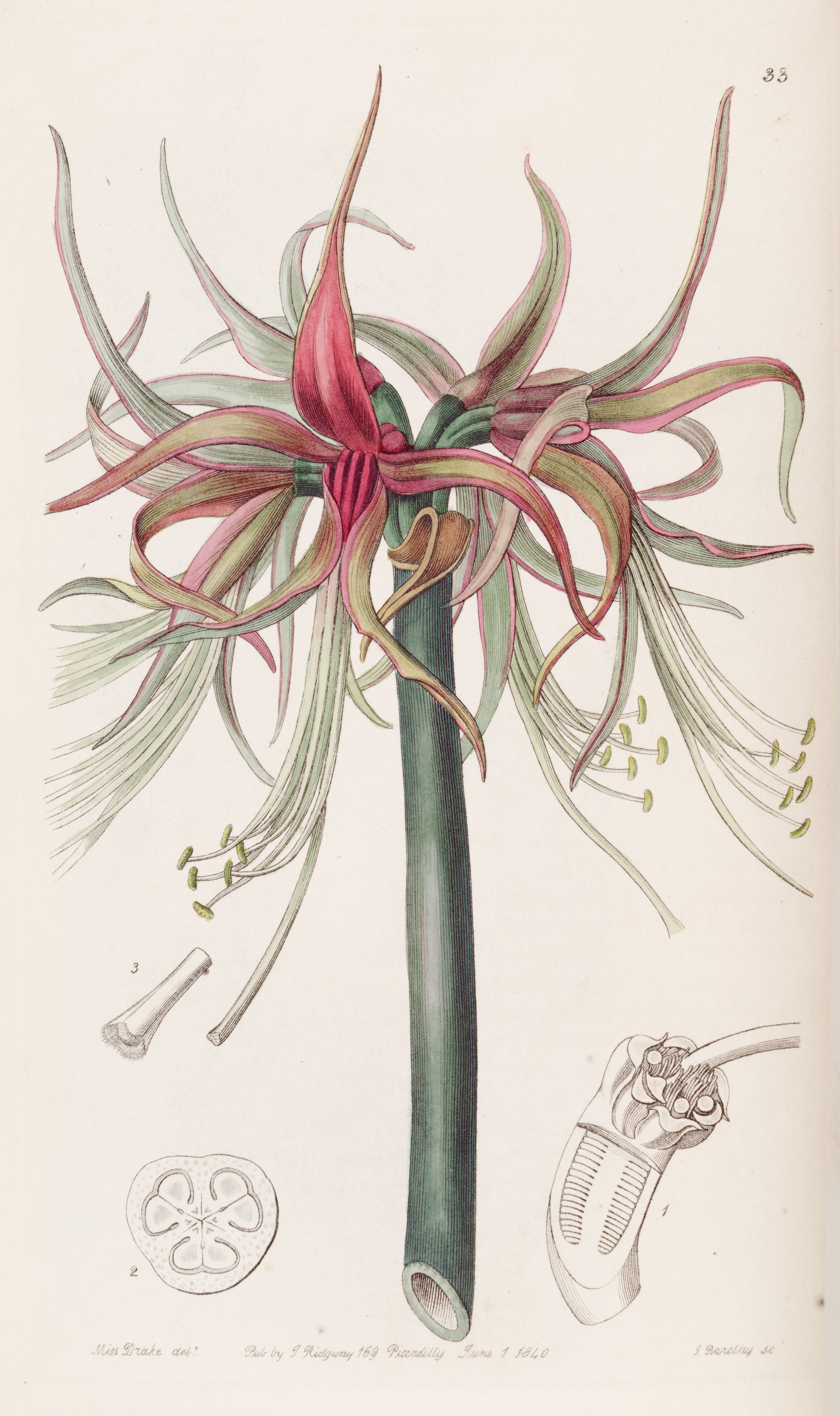
Registro Botânico de Edwards 1840

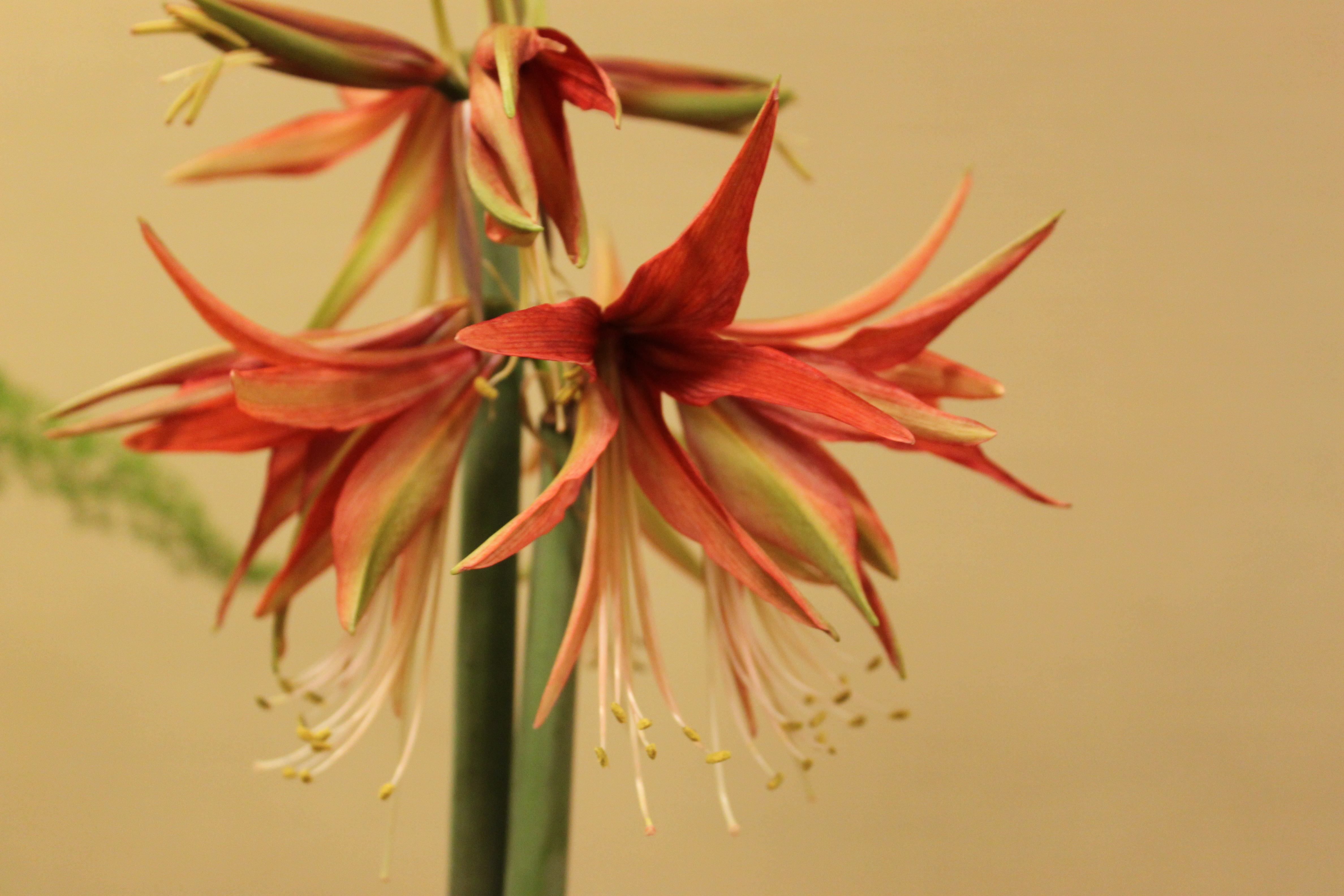

## Descrição
A haste tem dezenove polegadas de altura.

## Ecologia
A época de floração é da Primavera ao Verão, com dormência durante o Outono, Inverno e parte da Primavera.

## Taxonomia
Originalmente descrito por William Herbert e formalmente nomeado por John Gilbert Baker em 1888.
Sinônimos :
- Sprekelia cybister Herb., Edwards's Bot. Reg. 26: t. 33. 1840. ( Basiônimo )
- Amarílis cybister (Herb. ) Plano., fl. Jardim de Serres. EUR. 5: t. 455. 1849.
- Hippeastrum anomalum Lindl. ex Planch., Fl. Jardim de Serres. EUR. 5: t. 455. 1849.
- Hippeastrum deflexum ( Rusby ) LBSm., Contr. Erva Cinzenta. 124: 6. 1939.
- Lepidopharynx deflexa Rusby, Mem. Bot de Nova York. Gard. 7: 214. 1927.
- Sprekelia cybister var. brevis Herb., Bot de Edwards. Reg. 26: t. 33. 1840.
- Sprekelia cybister var. subsexuncialis Herb., Bot de Edwards. Reg. 26: t. 33. 1840.[6]